# Pfarrkirche Machstraße

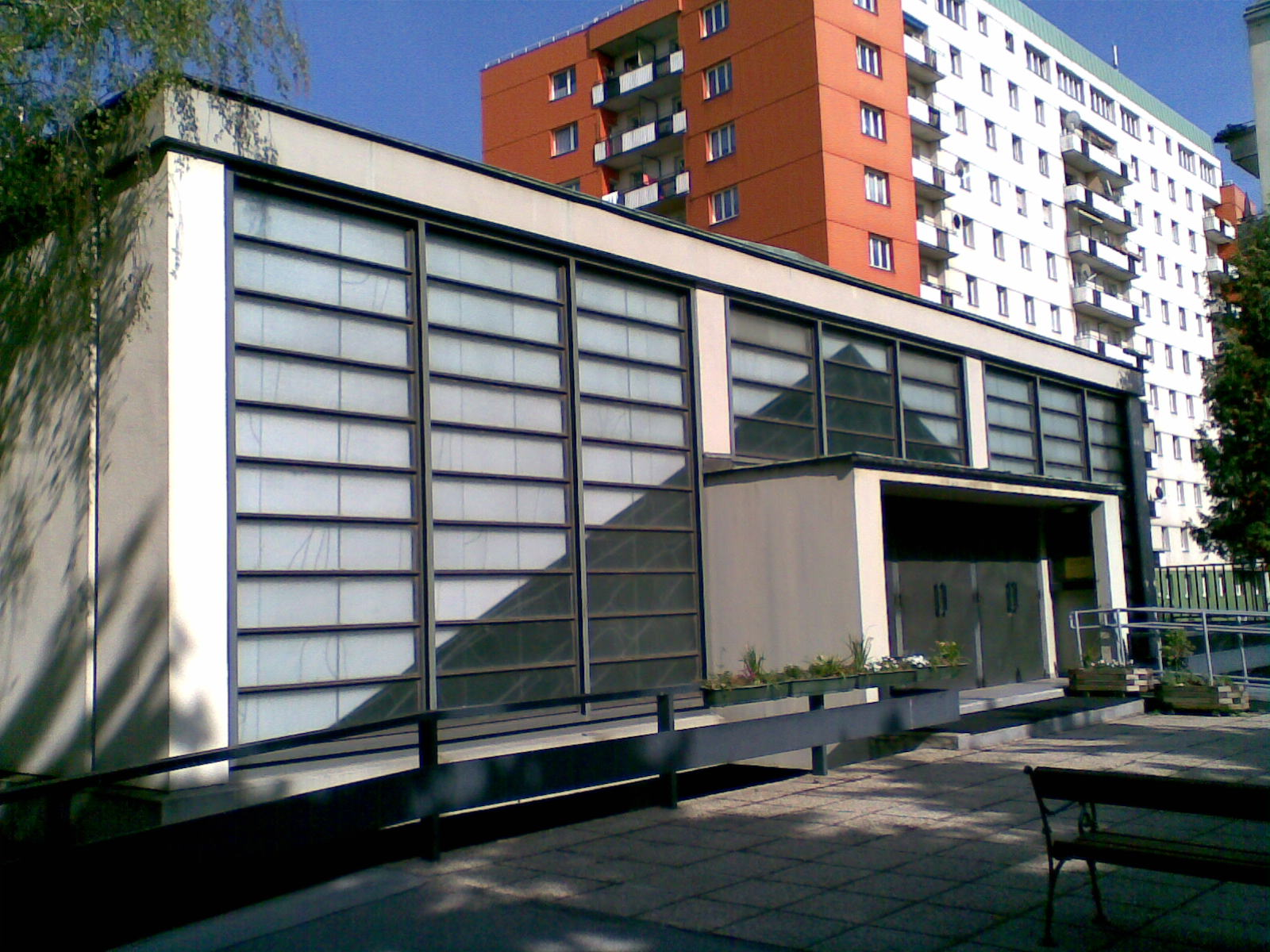
Pfarrkirche hl. Klaus von der Flüe in der Leopoldstadt

Innenansicht

Die Pfarrkirche Machstraße ist eine römisch-katholische Pfarrkirche im 2. Wiener Gemeindebezirk Leopoldstadt im Hof einer Wohnhausanlage in der Machstraße 8–10. Die Pfarre liegt im Dekanat 2/20 des zur Erzdiözese Wien gehörenden Vikariates Wien Stadt. Sie ist dem heiligen Klaus von Flüe geweiht.

## Geschichte
Die Kirche ist Teil einer Eigentumswohnhausanlage der Erzdiözese Wien, die von 1964 bis 1966 von Josef Wöhnhart nach den Plänen des Architekten Erich Boltenstern errichtet wurde. 1967 wurde die sie zur Pfarrkirche erhoben. Von 1966 bis 1996 war Paul Weß zunächst Pfarrseelsorger, später Pfarrer der Gemeinde.

## Architektur
Der schlichte Saalbau mit Flachdach steht etwas erhöht auf Pfeilern. Die Eingangswand und die Altarwand haben Glasfenster von Günther Kraus.